# ピエール＝ポール・リケ

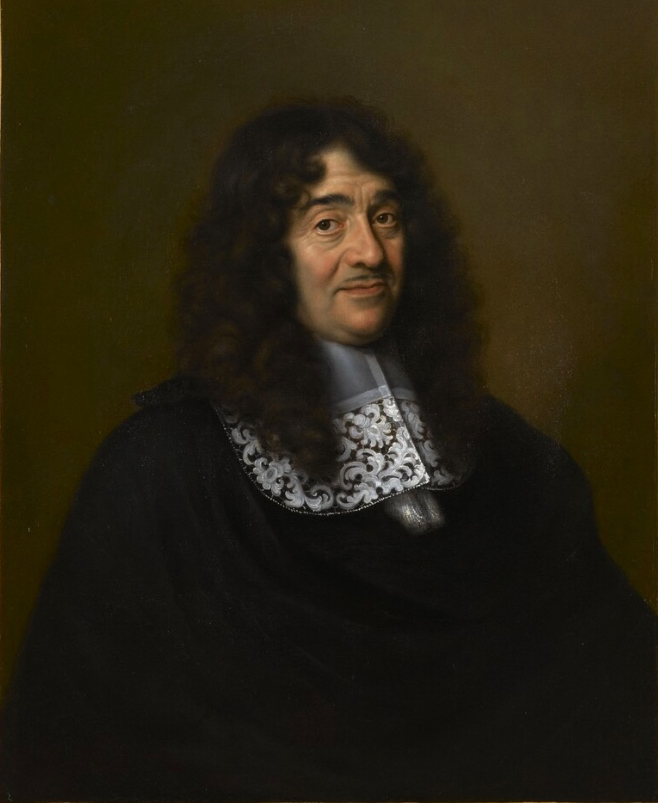
ピエール＝ポール・リケ

ピエール＝ポール・リケ（Pierre-Paul Riquet, 1604年 – 1680年10月1日）は、フランスの工学者。ミディ運河の建設を推進したことで知られる。

## 経歴
フランスのベジエに弁護士、検察官で実業家のギョーム・リケの長男として生まれる。若いころはもっぱら数学と科学に関心を示した。
19歳でカトリーヌ・ド・ミヨー（Catherine de Milhau）と結婚した。長じてラングドックの徴税請負人となり、ラングドックにおける塩税の徴収と管理を請け負った。徴税の仕事を通じて大きな資産を得、後の壮大な土木工事プロジェクトの遂行が可能となった。

### ミディ運河の建設
17世紀、フランスの大西洋側から地中海側への物資を運ぶ為には、海路でイベリア半島を大回りしジブラルタル海峡を通過する必要があった。このルートは時間がかかる上に、当時ジブラルタル海峡を支配していたスペインに通行税を支払う必要があった。運河により大西洋と地中海を直接結ぶという構想は、この時間と通行税削減のために考え出されたもので、スペイン南部で活動していたバルバリア海賊の脅威もこの構想を後押しした。
リケは運河の建設をルイ14世に提案し、国家プロジェクトとしての勅許を得た。フランスでは古くから民間を活用したインフラ整備が行われており、ミディ運河の建設もそうしたもののひとつだった。
1666年より建設が始まったミディ運河は地中海に面したセートからトゥールーズを結ぶものであったが、標高差のあるこの地方で人手による運河建設はかなりの困難を伴った。乾燥した夏の間に運河に水を供給する為、まず標高のもっとも高い地点に人工湖（サン・フェレオール貯水池）を築き、次にそこから引いた水をコントロールして、船を標高の高いところに通すためにフォンセランヌの7段の水門（閘門）を設け、さらに元々の自然の川を上に水の橋を通して立体交差にする等、当時の水力、地形測量、幾何学、建築技術を結集する必要があった。難工事続きにより建設コストが増大し、国家予算だけでは足りず、リケは私財をつぎ込み、家財を売り払い、ついには娘の持参金までつぎ込んだと言われている。結局運河が完成したのは、リケが亡くなった8ヵ月後の1681年のことだった。
死後、トゥールーズのサン=テティエンヌ大聖堂に埋葬された。